# ریچارد الکساندر (بازیگر)
ریچارد الکساندر (انگلیسی: Richard Alexander؛ ۱۹ نوامبر ۱۹۰۲ – ۹ اوت ۱۹۸۹) هنرپیشه اهل ایالات متحده آمریکا بود. وی بین سال‌های ۱۹۲۱ تا ۱۹۷۰ میلادی فعالیت می‌کرد.

## گزیده فیلمشناسی
از فیلم‌هایی که وی در آن نقش داشته‌است، می‌توان به آثار زیر اشاره کرد:
- در جبهه غرب خبری نیست
- عصر جدید
- گلادیاتور
- برج لندن
- علی‌بابا و چهل دزد
- ژاندارک
- پدر عروس
- دختران
- رمانتیک در منهتن
- تلاش واپسین
- مسابقه بزرگ
- کشتی هوایی
- دیکتاتور بزرگ
- واگن دسته موزیک
- کشور بزرگ
- جلادان هم می‌میرند
- دختر شهری
- ملکه کریستینا
- کوهستان
- فلش گوردون